# Musée Ariana
Pour les articles homonymes, voir Ariana (homonymie).
Le Musée Ariana est un musée suisse de la céramique et du verre, situé à Genève, dans le parc homonyme. Le palais des Nations, siège de l'Office des Nations unies à Genève se dresse à deux pas, sur l'emprise du parc originel du musée.

## Historique

Le musée Ariana (à gauche) et le palais des Nations en 1953.

Gustave Revilliod, collectionneur et mécène, fait construire entre 1877 et 1884, par les architectes Émile Grobéty et Jacques-Élysée Goss (de), un musée privé destiné à recevoir ses collections personnelles (céramiques, peintures, sculptures, monnaies, etc.). Par testament de 1890, Gustave Revilliod lègue notamment le musée, ainsi que le domaine sur lequel il est construit, à la Ville de Genève et ses habitants. À son décès, le legs (estimé alors à plus de 5 millions de francs de l'époque) est accepté avec une vive reconnaissance par les autorités de la Ville de Genève.
L'intendant, conseiller et ami de Gustave Revilliod, Godefroy Sidler, est le premier conservateur du musée, de 1891 à sa mort en 1910 ; c'est à lui que l'on doit en particulier l'inventaire des collections du fonds.
En 1929, afin d'ancrer la Société des Nations (SdN) à Genève, mais malgré les termes du testament de Gustave Revilliod, la ville de Genève accorde à la SdN un droit de superficie sur les 88 % du parc de l'Ariana (environ 250 000 m2) pour y construire le palais des Nations, ne conservant que le musée Ariana et la petite partie du parc autour de celui-ci (28 000 m2). À la suite de cela, comme la vue sur le Léman et le mont Blanc est dès lors obstruée par les bâtiments de la SdN, l'entrée du musée qui se trouvait initialement face au lac est transférée à l'arrière, du côté de la route de Pregny.
Rattaché au Musée d'art et d'histoire de Genève en 1934, le musée Ariana est par la suite spécialisé dans le domaine de la céramique (grès, faïence et porcelaine).
En 1993, le musée est rouvert au public après douze ans de travaux de rénovation et la construction d'un abri des biens culturels. En 1986, les collections de verre du Musée d'art et d'histoire avaient été transférées à l'Ariana, pour en faire un musée des arts du feu, et en 2000, la collection de vitraux du Musée d'art et d'histoire y sont transférées à leur tour. Dès lors, l'Ariana est le musée suisse de la céramique et du verre.
À partir de mai 2010, le Musée Ariana redevient indépendant du Musée d'art et d'histoire et rejoint en tant que cinquième institution muséale la communauté des musées municipaux genevois. Depuis 2018, il est l'une des rares institutions suisses au bénéfice d'une aide financière de l'Office fédéral de la culture.

## Architecture

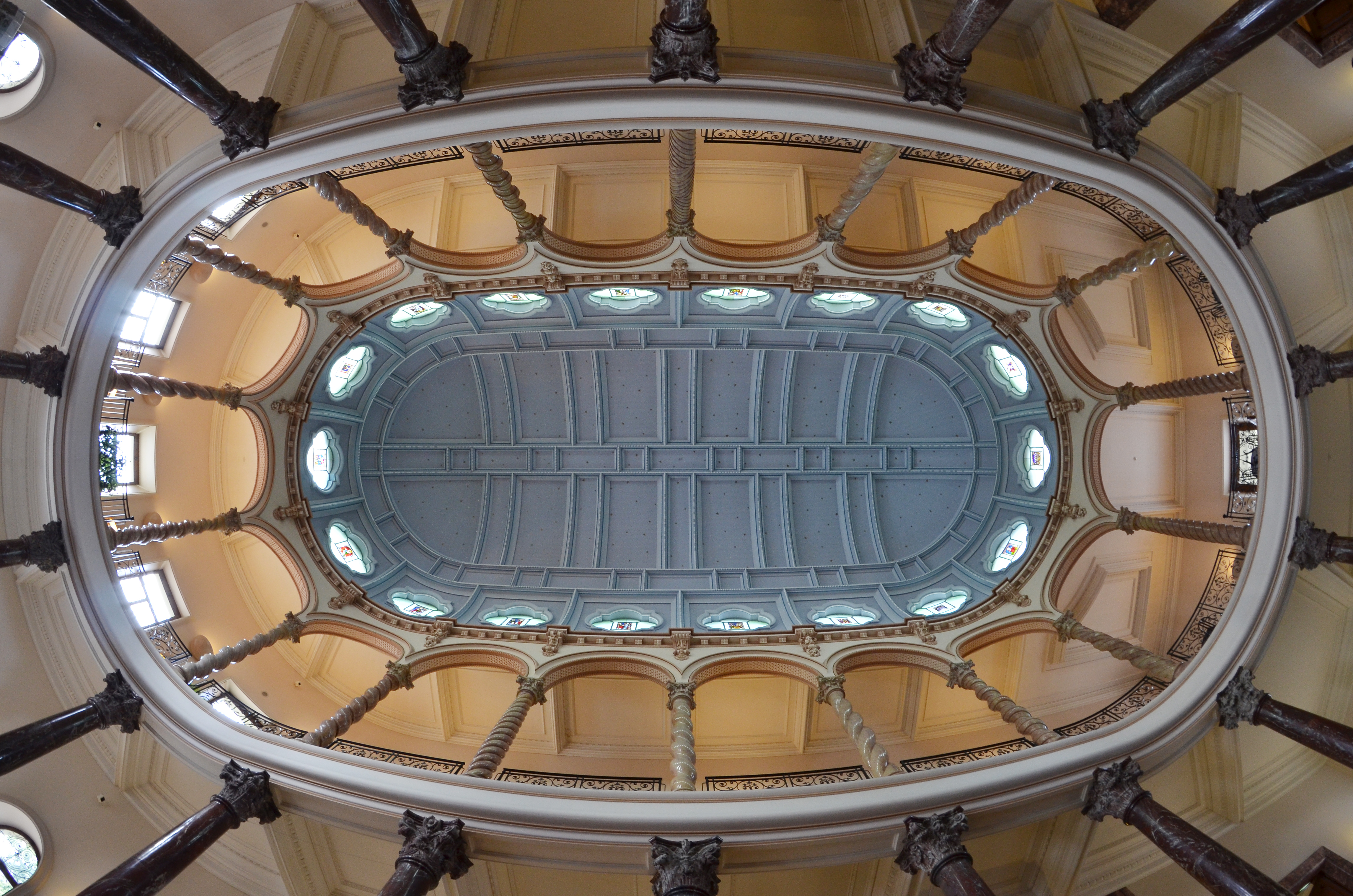
Vue de l'intérieur de la voûte du plafond et de sa coupole.

Le plan du bâtiment, d'architecture fastueuse, se compose de deux ailes symétriques, séparées d’un grand hall entouré d’une colonnade sur deux étages et couronné d’une coupole de forme elliptique.
Sa voûte étoilée, de même que les deux sphinx qui veillent sur l’entrée principale côté lac, sont l’œuvre d’Émile-Dominique Fasanino (1851-1910) et constituent une particularité parmi les musées genevois.

## Expositions
- Porcelaine de Nyon[Quand ?].

Le premier dimanche du mois, les expositions temporaires du musée Ariana sont ouvertes au public.